# Deborah Henson-Conant
Deborah Henson-Conant (Stockton, 11 november 1953) is een Amerikaans harpiste en componiste, die bekendstaat om haar flamboyante podium-optredens en innovatie met de elektrische harp.
Ze beschrijft zichzelf op haar website als cross-genre: jazz-pop-comedy-folk-blues-flamenco-keltisch". Deborah treedt op in theaters, concerthallen en op festivals. Ook speelt ze soms samen met een symfonieorkest. Naast muzikale elementen hebben haar optredens vaak ook verhalende elementen. Ze componeert haar eigen muziek wanneer ze met een symfonieorkest speelt.
De soundtrack van haar DVD uit 2006, Invention & Alchemy (Uitvinding & Alchemie), ontving een nominatie voor de Grammy Awards. In 2012 werkte ze samen met Steve Vai en zijn band tijdens zijn tour en bij zijn album The Story of Light.
Henson-Conant woont in Arlington (Massachusetts).

## Discografie

### Albums
- The Story of Light (2012)
- Invention and Alchemy (2006)
- Artists Proof Ltd Edition Version 2.1 (2004)
- The Frog Princess (2000)
- The Celtic Album (1998)
- Altered Ego (1998)
- Just For You (1995)
- The Gift (1995)
- 'Round the Corner (1993)
- Naked Music (1994)
- Budapest (1992)
- Talking Hands (1991)
- Caught in the Act (1990)
- On The Rise (1989)
- Songs My Mother Sang (1985)

### Videografie
- Invention and Alchemy (2006)

## Instrumenten
Henson-Conant bespeelt een aantal elektrische harpen, vooral harpen van het merk Camac. Een van de harpen van Camac, een kleine elektrische harp, is naar haar vernoemd.